# Роюела-де-Ріо-Франко
Роюела-де-Ріо-Франко (ісп. Royuela de Río Franco) — муніципалітет в Іспанії, у складі автономної спільноти Кастилія-і-Леон, у провінції Бургос. Населення — 237 осіб (2010).
Муніципалітет розташований на відстані близько 180 км на північ від Мадрида, 45 км на південний захід від Бургоса.
На території муніципалітету розташовані такі населені пункти: (дані про населення за 2010 рік)
- Роюела-де-Ріо-Франко: 220 осіб
- Ла-Вегесілья: 17 осіб

## Демографія
Динаміка населення (INE ):